# Túnel transatlântico
O Túnel Transatlântico é uma hipotética passagem submarina que ligaria a América do Norte à Europa e serviria para trens específicos. Por meio de tecnologias avançadas, esses trens viajariam a velocidades entre 500 e 8.000 km/h.
Projetos para essa obra nunca foram além do simples conceito, muitos deles ligando Nova York a Londres. A principal barreira é o custo, além dos limites atuais da ciência dos materiais.
Os maiores túneis existentes, o Eurotúnel e o Seikan, apesar de usar tecnologia mais barata do que o presumido para o Transatlântico, são financeiramente viáveis — um túnel transatlântico seria 215 vezes maior que o maior existente, mas custaria 3 mil vezes mais.